# Forskningen 1

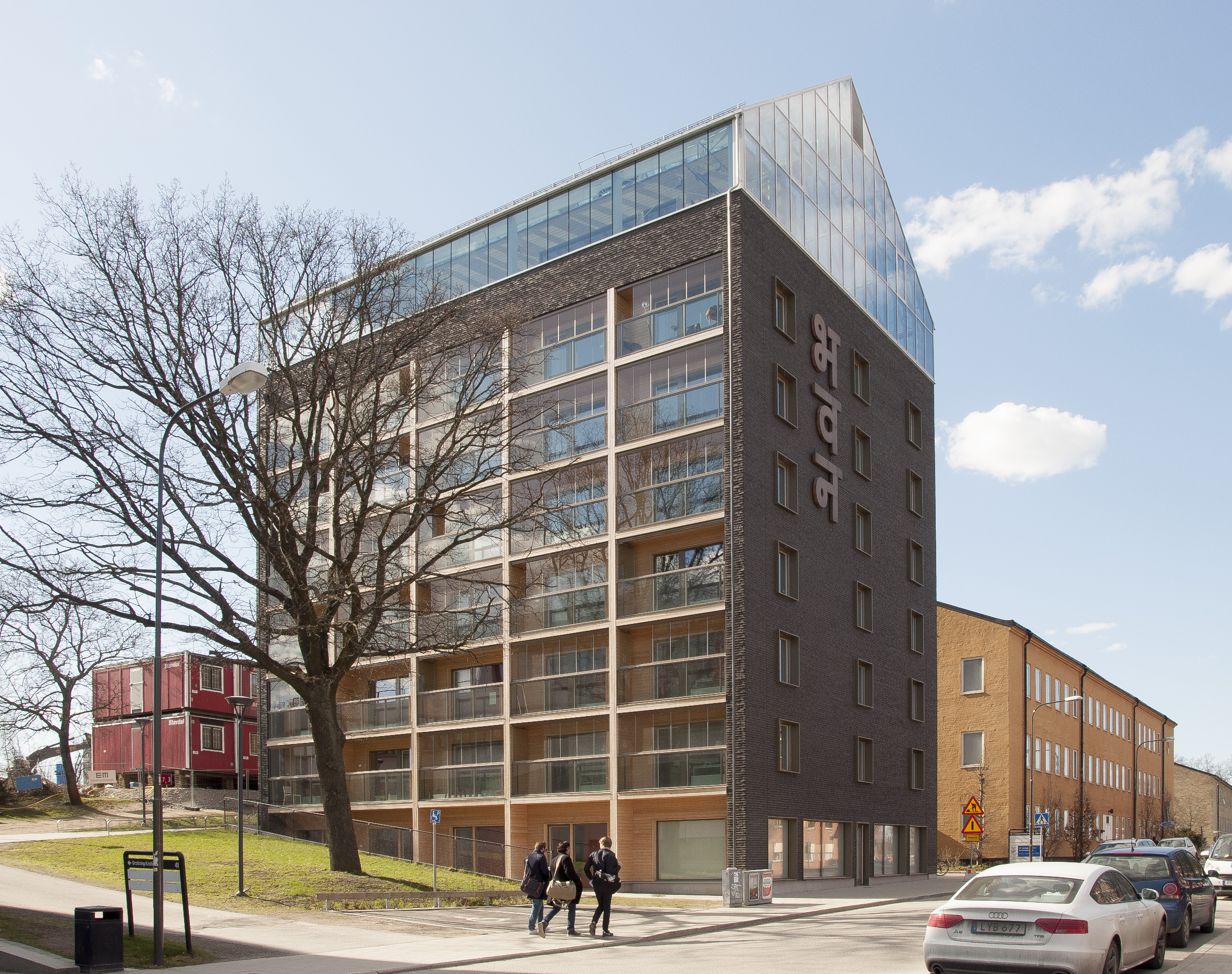
Forskningen 1

Forskningen 1 är en fastighet med studentbostäder vid Drottning Kristinas väg 47 vid Kungliga Tekniska högskolan på Norra Djurgården i Stockholm.
Initiativtagare och byggherre till huset, som restes 2013-2015, var entreprenören och hotellägaren Bicky Chakraborty och arkitekter var Sandellsandberg. Byggnaden är utformad som ett sexvåningshus med ett glasatrium högst upp. Gavlarna är rustikt murade i mörkt tegel med fönster som djupa ”hål i mur”. På väggsidan mot Drottning Kristinas väg står ”Hem” skrivet på sanskrit, vilket är byggherrens markering. Långsidorna har inglasade balkonger som bullerskydd och är klädda med träpanel som ytskikt. De 58 lägenheterna på mellan 21 och 26 kvadratmeter är grupperade längs en mittkorridor. I bottenvåningen finns plats för café och restaurang. Huset kröns av en glasad överbyggnad som fungerar som ett växthus där det finns plats för såväl odling som samvaro och forskning inom biotech. 
Huset är det första i en förtätning på högskolans campus där flera flerbostadshus med studentbostäder uppfördes under 2010-talets senare del. 
Byggnaden nominerades 2016 till den årliga arkitekturtävlingen Årets Stockholmsbyggnad. Juryns motivering löd: "Ett gediget hus, fint inpassat i miljön, med hållbara material och väl genomförd detaljering. Bra balkongmiljöer, spännande växthus på taket och oändliga möjligheter till samvaro."